# 查爾斯維爾 (明尼蘇達州)
查爾斯維爾（英語：Charlesville）是位於美國明尼蘇達州格蘭特縣北渥太華鎮區及特拉弗斯縣廷塔鎮區的一個非建制地區。

## 地理
查爾斯維爾所處的海拔為高於海平面309米（即1014英呎），而該地所採用的時區為UTC-6，即北美中部時區（CST）。同時該地設有夏令時間，為UTC-6調快一小時，即UTC-5（CDT）。